# Gossen på tröskeln
Gossen på tröskeln är en roman av Stina Aronson, utgiven 1942 på Bonniers förlag. Boken återutgavs 1953 på Saxon & Lindström.